# 気賀町
気賀町（けがちょう、きがちょう）は静岡県の西部、引佐郡に属していた町である。現在の浜松市浜名区の北行政センター所在地である。

## 地理
- 湖沼：浜名湖
- 河川：都田川、井伊谷川

## 教育機関
- 気賀町立西気賀小学校 (現・浜松市立西気賀小学校)[1]
- 気賀町立気賀小学校 (現・浜松市立気賀小学校)[2]
- 気賀町立伊目小学校(現・浜松市立伊目小学校)[3]

## 歴史
- 1889年（明治22年）4月1日 - 町村制の施行により、気賀村、広岡村、小野村が合併して気賀町が発足。
- 1937年（昭和12年）7月8日 - 「けがちょう」から「きがちょう」に改称。
- 1951年（昭和26年）
  - 大字広岡の一部を中川村に編入。
  - 中川村の一部（大字中川の一部）を編入。
- 1955年（昭和30年）4月1日 - 中川村と合併して細江町が発足。同日気賀町廃止。
- 2005年（平成17年）7月1日 - 細江町が浜松市に編入。
- 2007年（平成19年）4月1日 - 浜松市が政令指定都市に移行。旧町域が北区となり、細江町気賀に区役所が設置される。
- 2024年（令和6年）1月1日 - 浜松市の行政区再編により、旧町域が浜名区となり、北区役所は浜名区役所北行政センターとなる。

## 交通

### 道路
現在旧村内を通っている国道362号は、合併後の1975年制定。

### 鉄道路線
- 日本国有鉄道
  - 二俣線（現天竜浜名湖鉄道天竜浜名湖線）
    - 気賀駅 - 西気賀駅

岡地駅(旧称・気賀高校前駅)は、合併後の1987年、旧中川村域に開業。
- 遠州鉄道
  - 奥山線
    - 気賀口駅

現在は旧町域内に天竜浜名湖線寸座駅が所在するが、合併1ヶ月後の1955年5月6日開業。

## 村長
- 森口淳三